# Santa Eulàlia i Santa Júlia d'Alenyà

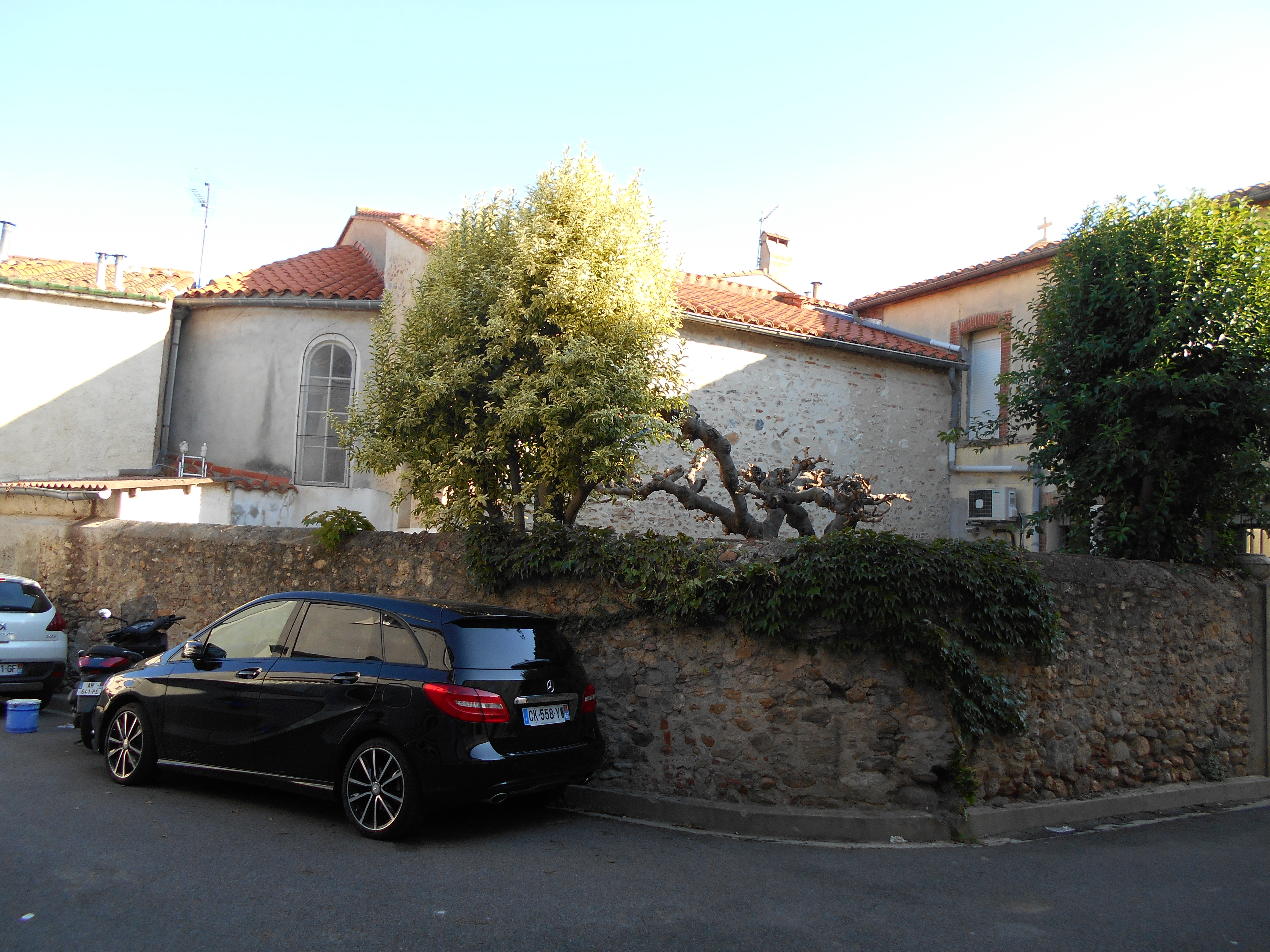
Absis i mur sud de l'església

Santa Eulàlia i Santa Júlia d'Alenyà és l'església parroquial del poble d'Alenyà, a la comarca del Rosselló (Catalunya Nord).
Està situada al cor del poble vell d'Alenyà, en el seu punt més alt, en el lloc on podria haver-hi hagut també el castell d'Alenyà.
L'església actual fou construïda el 1593 damunt de les restes de l'església primitiva, molt possiblement romànica, documentada com a parroquial des del 1264. Alenyà, documentat el 904 en la forma Alignanum depenia del capítol de canonges de la seu d'Elna, que hi nomenava el rector.
En la construcció del segle xvi es devien aprofitar les parets mestres, però fou suprimit l'absis, i en el seu lloc s'obrí la porta principal del temple; l'absis fou construït a ponent, de manera que es va capgirar del tot el sentit de la primitiva església romànica. Podria ser que els murs nord i sud fossin els de l'església original, però estan arrebossats i encalats, i a penes s'hi pot reconèixer res.